# Алфа-частица
Вижте пояснителната страница за други значения на Алфа.
Алфа-частици (α-частици, алфа-лъчение) са частици, които се състоят от два протона и два неутрона и представляват ядра на хелий: He2+ или 42He. Масата на една такава частица е 6,644656×10-27 kg, което е еквивалентно на енергия от 3,72738 GeV. Зарядът им е +2e, където е е зарядът на електрона (e = 1,602176462x10-19 C).
Алфа-частиците нямат голяма проникваща способност и могат да бъдат спрени от лист хартия, но предизвикват интензивна йонизация по пътя на своето разпространение. Алфа-лъчението е пример за йонизиращо лъчение (радиация). То е продукт на алфа-разпад. Когато се излъчи алфа-частица, атомното число на ядрото на даден химичен елемент намалява с 4, което се дължи на излъчването на два протона и два неутрона. Атомният номер намалява с 2 заради загубата на двата протона. Атомът на стария елемент се превръща в атом на нов химичен елемент. Например след излъчването на алфа-частица уранът се превръща в торий.